# Hans Nottelmann der Ältere
Hans Nottelmann der Ältere (begraben am 22. April 1614 in Hannover) war ein deutscher Bildhauer, der dem Stil der Renaissance zuzuordnen ist.

## Leben
Hans Nottelmann der Ältere wohnte schon 1586 in der Leinstraße (ehemalige) Hausnummer 32, leistete jedoch erst 1596 den Bürgereid gegenüber der Stadt Hannover.
Er war verwandt mit Hans Nottelmann dem Jüngeren.

## Identifizierte Werke
- Der hannoversche Bürgermeister Christian Ulrich Grupen beschrieb in seiner ORIGINES ET ANTIQVITATES HANOVERENSES ... eine Inschrift am (ehemaligen) Haus Am Markt 12, über deren Anfertigung noch heute eine Rechnung des Bildhauers Nottelmann über 1 Taler 9 Groschen vorliegt. Das Gebäude war das 1598, im Jahr der Großen Pest, „anstelle des alten Küsterhauses der Marktkirche [... erbaute] Rektorenhauses der Lateinschule, das 1767 abgebrochen“ wurde.[4]
- Durch die Künstlersignatur „H N“ identifizierte Schuchhardt eine der „Denkmälergruppe zugeordnete Tafel an der Schule in Bissendorf“ von 1603 als Werk Nottelmanns, das zeitweilig als das älteste bekannte des Bildhauers genannt wurde.[5][6]
- 1605 schuf Hans Nottelmann am Alten Rathaus von Hannover neue Fenstergewände.[7] Bei der Restaurierung des Alten Rathauses durch Conrad Wilhelm Hase 1877 bis 1882 wurden die sandsteinernen Gewände wieder entfernt und dann in das 1883/84 erbaute Wohnhaus mitsamt Fensterpfosten in der Hinüberstraße 20 integriert. Die Bauteile des denkmalgeschützten Gebäudes sind „eine der wenigen originalen Überreste der aufwendigen hannoverschen Renaissancebauten, die in Verbindung mit der engen historischen Renaissance-Nachempfindung des Wohnhauses den Zweiten Weltkrieg überstanden“ haben.[8][9] Die Bauteile waren 1877 von einem Mitarbeiter von Max Kolde, der das Wohnhaus in reinen Weserrenaissanceformen errichtete, ausgebaut worden.[10]
- 1610 schuf Hans Nottelmann ein von zwei Löwen gehaltenes Stadtwappen, das ebenfalls im Haus Hinüberstraße 20 integriert ist.[10][11] Darüber hinaus war bei Ausgrabungen am Alten Rathaus unter anderem ein weiteres Stein-Relief von 1610 mit hannoverschem Stadtwappen gefunden worden, sowie eines von Peter Köster. Beide Reliefs werden als Kulturgut vom Historischen Museum am Hohen Ufer aufbewahrt.[12]

## Ehrungen
Der 1934 geplante Nottelmannplatz nördlich der Nottelmannstraße in Hannover-Bothfeld ehrte mit seiner Namensgebung einen der beiden Bildhauer. Der Name wurde 1956 aufgehoben.